# Денієл (Юта)
Денієл (англ. Daniel) — місто (англ. town) в США, в окрузі Восач штату Юта. Населення — 916 осіб (2020).

## Географія
Денієл розташований за координатами 40°28′0″ пн. ш. 111°24′34″ зх. д. / 40.46667° пн. ш. 111.40944° зх. д. (40.466785, -111.409581).  За даними Бюро перепису населення США в 2010 році місто мало площу 8,48 км², уся площа — суходіл.

## Демографія
Згідно з переписом 2010 року, у місті мешкало 938 осіб у 298 домогосподарствах у складі 253 родин. Густота населення становила 111 осіб/км².  Було 348 помешкань (41/км²).
Расовий склад населення:
| - 97,7 % — білих - 0,2 % — корінних американців - 0,1 % — азіатів |

До двох чи більше рас належало 1,3 %. Частка іспаномовних становила 3,6 % від усіх жителів.
За віковим діапазоном населення розподілялося таким чином: 30,3 % — особи молодші 18 років, 57,2 % — особи у віці 18—64 років, 12,5 % — особи у віці 65 років та старші. Медіана віку мешканця становила 35,2 року. На 100 осіб жіночої статі у місті припадало 101,3 чоловіків;  на 100 жінок у віці від 18 років та старших — 99,4 чоловіків також старших 18 років.
Середній дохід на одне домашнє господарство  становив 81 888 доларів США (медіана — 71 250), а середній дохід на одну сім'ю — 92 723 долари (медіана — 76 250). За межею бідності перебувало 3,9 % осіб, у тому числі 5,4 % дітей у віці до 18 років та 8,1 % осіб у віці 65 років та старших.
Цивільне працевлаштоване населення становило 604 особи. Основні галузі зайнятості: освіта, охорона здоров'я та соціальна допомога — 16,4 %, роздрібна торгівля — 16,1 %, будівництво — 11,4 %, мистецтво, розваги та відпочинок — 10,6 %.